# Witsenhuis
Het Witsenhuis is het voormalige atelier van Willem Witsen op Oosterpark 82 in Amsterdam. De eerste verdieping van het naar hem vernoemde Witsenhuis verkeert in oorspronkelijke staat. De overige verdiepingen worden aan schrijvers ter beschikking gesteld als tijdelijke woonruimte.

## Geschiedenis
Het huis werd gebouwd met een beeldhouwersatelier op de begane grond en aanvankelijk door George Hendrik Breitner gebruikt. In 1891 betrok Witsen een atelier in een ingebouwde tussenverdieping. Ten tijde van Willem Witsen troffen leden van de beweging Tachtigers elkaar vaak in dit huis. Van 7 tot 11 november 1892 logeerde de Franse dichter Paul Verlaine er toen hij in Amsterdam een serie lezingen hield.
In september 1905 betrok Augusta Maria Schorr de tweede verdieping. In mei 1906 vestigde ook Willem Witsen zich hier en in april 1907 trouwden zij. Witsen stierf 13 april 1923. In december 1924 kocht Maria Witsen-Schorr als weduwe het hele pand. Schorr vervulde een rol schatbewaarder van haar overleden echtgenoot. In 1940 vermaakte zij het pand aan de Nederlandse staat, de overige etages bestemd als onderkomen voor schrijvers. De inrichting van de eerste verdieping met het atelier van Witsen en de Verlaine-kamer blijft als eerbetoon aan de kunstenaar onveranderd.

## Schrijvers
J.C. Bloem betrok in 1947 het atelier op de begane grond en verhuisde later naar de tweede etage, waar inmiddels een appartement was ingericht. Hij had een contract voor vijf jaar maar woonde er tot 1959. Zijn bovenbuurvrouw was Marga Minco; zij woonde er van 1949 tot 1970 met haar echtgenoot Bert Voeten, van 1950 tot 1954 tegelijk met Gerrit Kamphuis. Latere bewoners waren onder anderen Jan Kal, Thomas Rosenboom en Anton Valens.
De  laat-romantische schrijver Nescio liet in zijn verhaal Verliefdheid uit 1919 de hoofdpersoon in dit huis wonen.

## Afbeeldingen

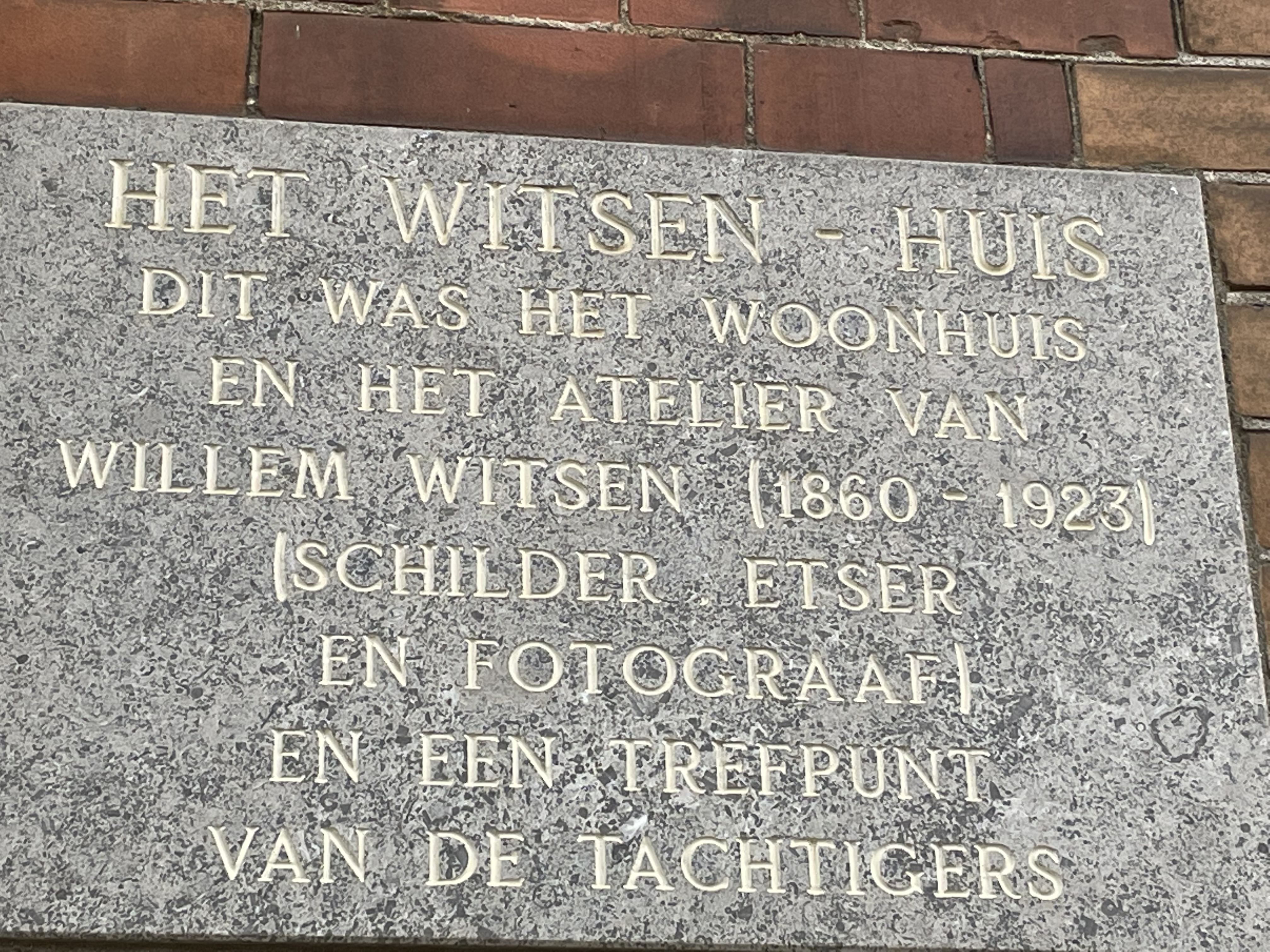
Plaquette aan het Witsenhuis
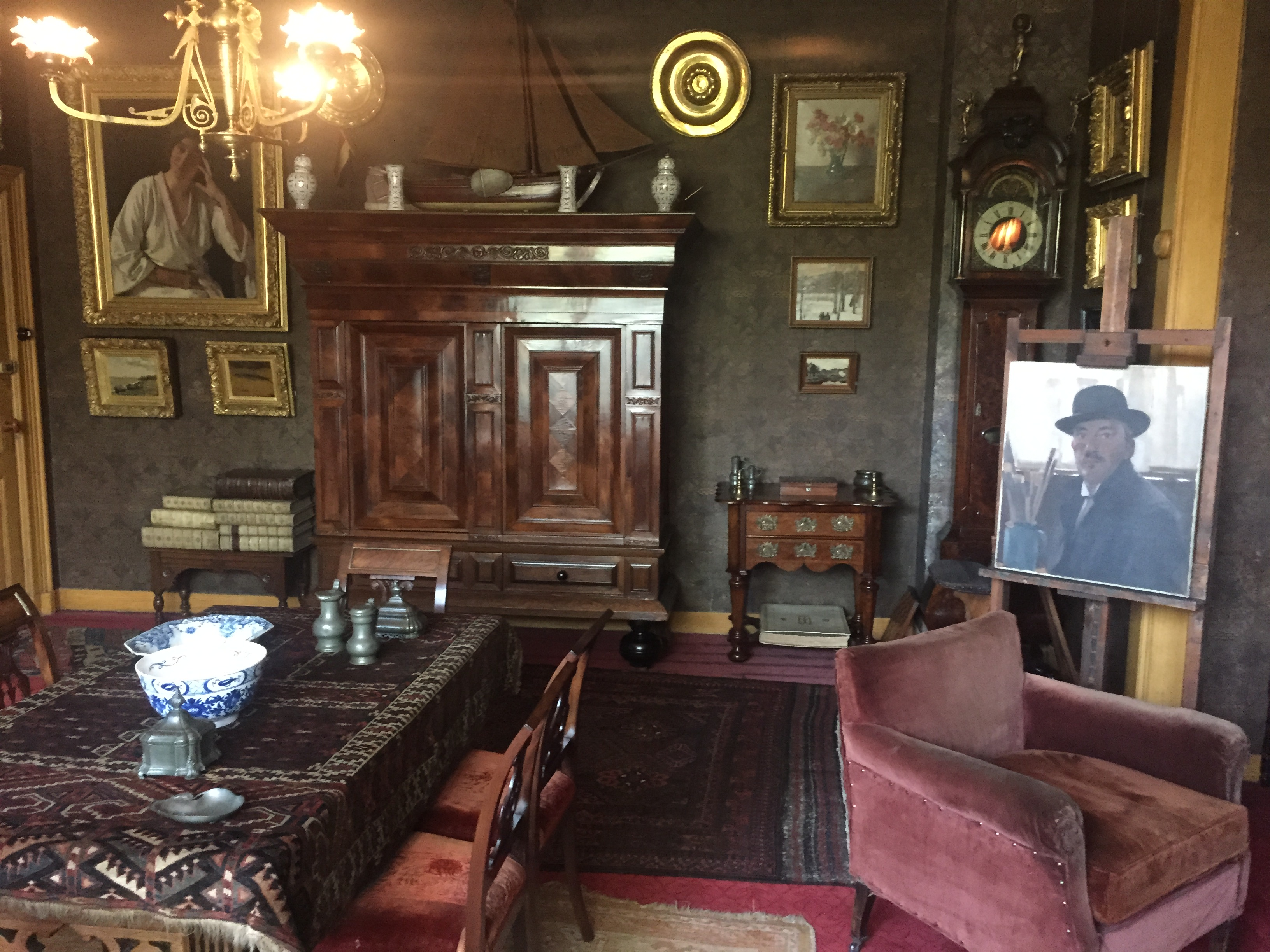
Interieur met zelfportret
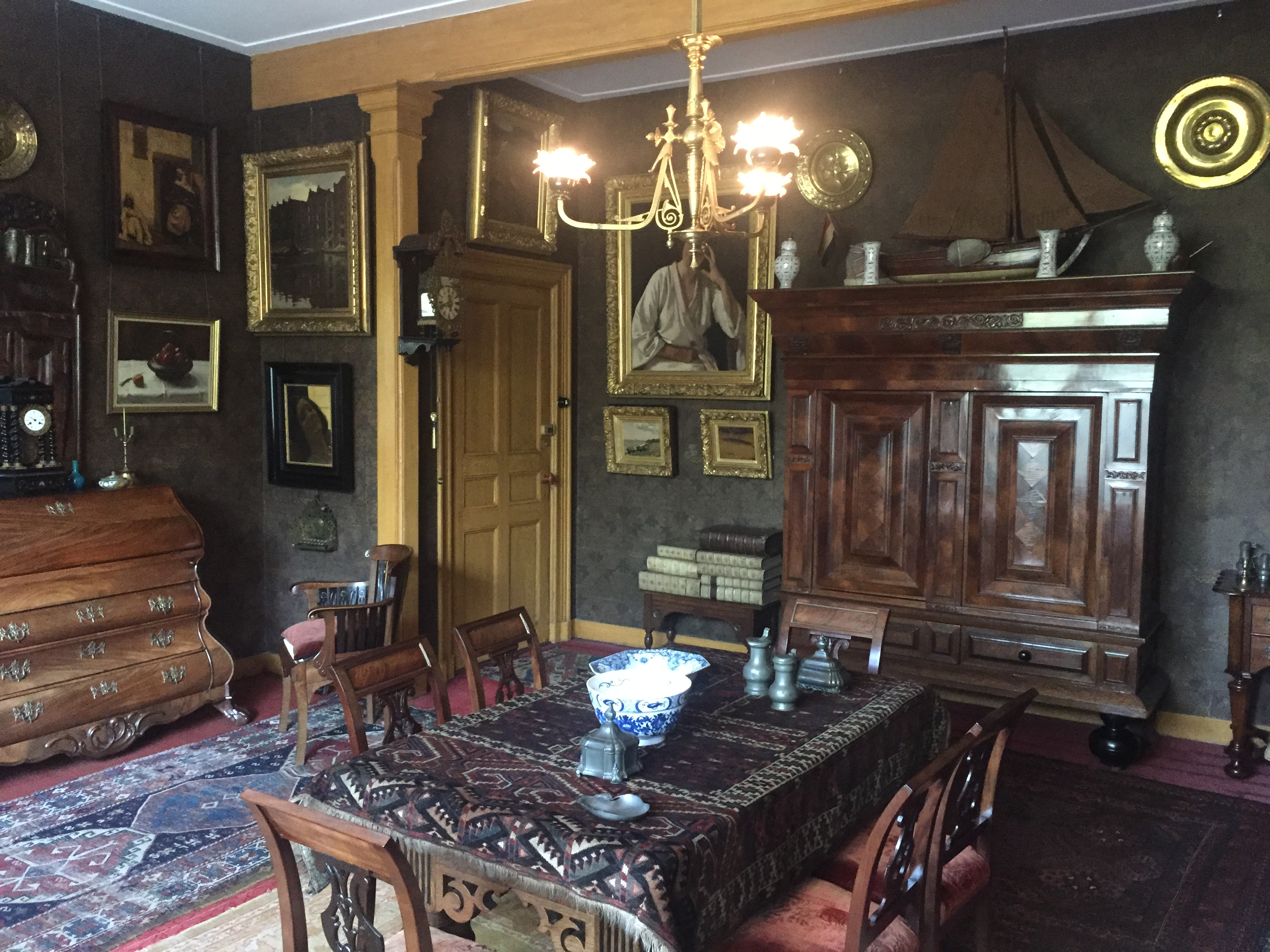
Interieur Witsenhuis
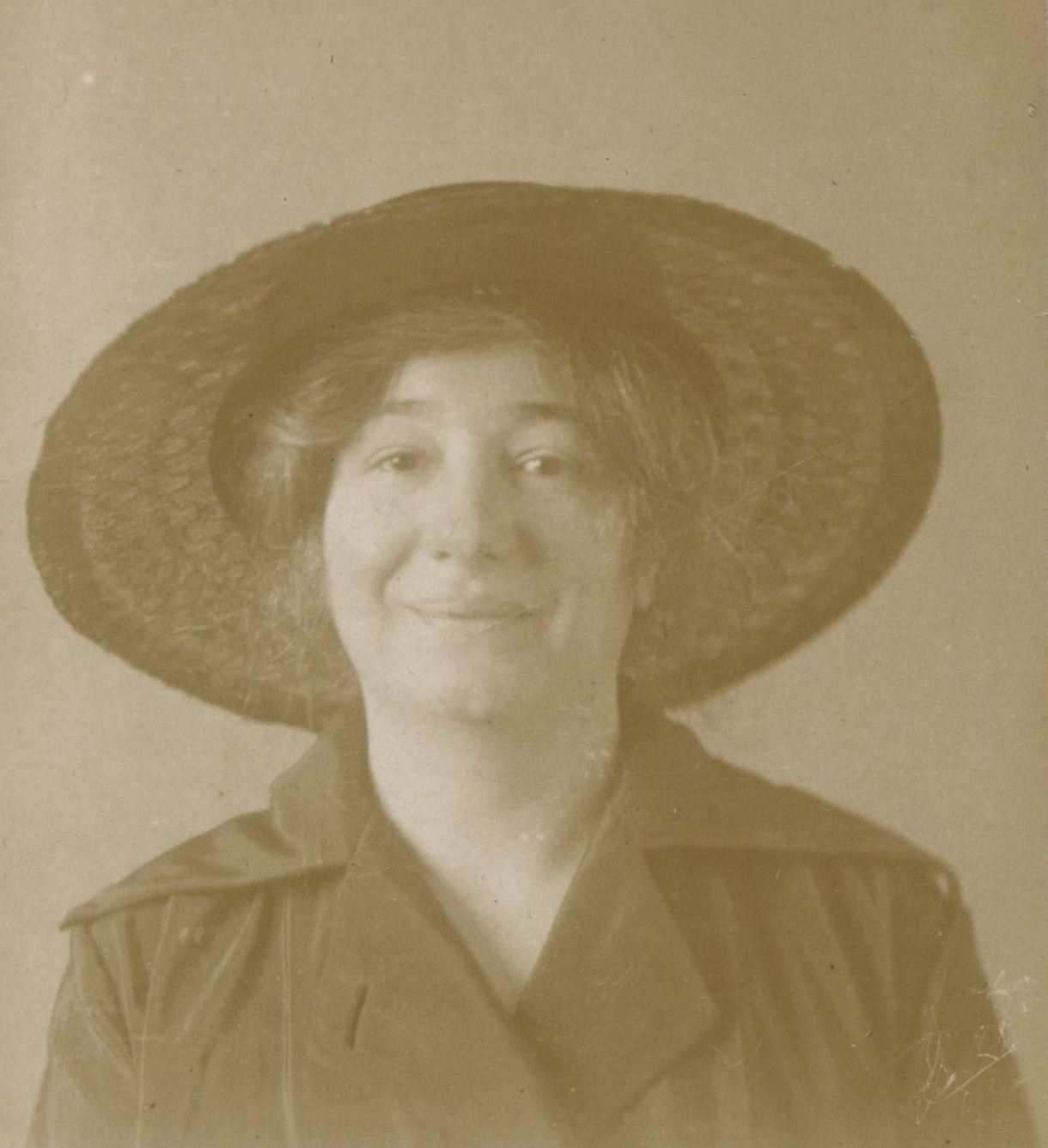
Maria Witsen-Schorr

## Openstelling
Het Witsenhuis is beperkt voor het publiek toegankelijk en uitsluitend op schriftelijk verzoek te bezoeken.

## Over het Witsenhuis
- Schrijvers onderdak. Wonen in het Witsenhuis. Samenst. en redactie Saskia de Bodt en Leo Jansen. Amsterdam, Van Oorschot, 2023. ISBN 9789028231160
- Jessica Voeten: Het Witsenhuis. Amsterdam, Atlas, 2003. ISBN 9789045009087